# موسى كانو
موسى كانو (بالإنجليزية: Musa Kanu)‏ هو لاعب كرة قدم سيراليوني في مركز الدفاع، ولد في 4 مارس 1976 في فريتاون في سيراليون. شارك مع منتخب سيراليون لكرة القدم. أما مع النوادي، فقد لعب مع نادي بيرخيم ونادي لوكيرين.

## وصلات خارجية
- موسى كانو على موقع الاتحاد الدولي (مؤرشف)  (الإنجليزية)
- موسى كانو على موقع قاعدة بيانات كرة القدم.إي يو (الإنجليزية)
- موسى كانو على موقع ناشيونال فوتبول تيمز (الإنجليزية)